# Csehszlovák Nemzeti Bizottság

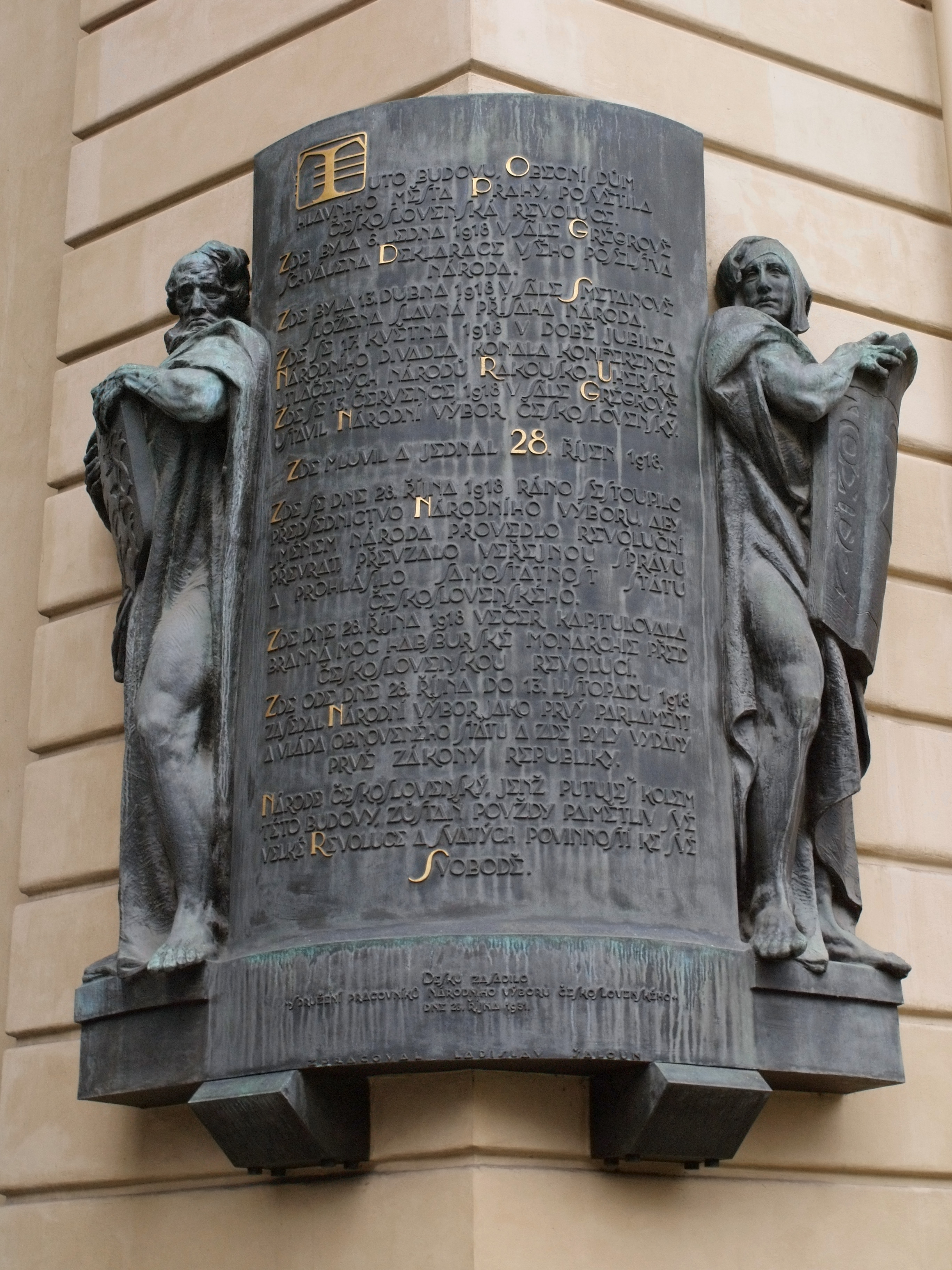
Csehszlovákia kikiáltásának emléktáblája a prágai reprezentációs házon

A Csehszlovák Nemzeti Bizottság (csehül: Národní výbor československý, szlovákul: Národný výbor československý, rövidítve NVČ) az a cseh, később csehszlovák politikai szerv volt, amely az első világháború után az ország hivatalos irányítószerveként működött. A Nemzeti Bizottság 1918. július 13-án jött létre, és elsődleges feladata a hatalomátvétel lebonyolítása, és az ezekhez szükséges törvények kidolgozása volt. A bizottságnak 38 tagja volt, amelyeket az utolsó (1911) monarchiabeli választásoknak megfelelően osztották szét.
A Nemzeti Bizottság alapítói (Alois Rašín, Antonín Švehla, František Soukup, Jiří Stříbrný és Vavro Šrobár) 1918. október 28-án Prágában kiadták azt az alkotmányos erejű törvényt, amely kimondta a független Csehszlovákia megalakulását. A törvény a csehszlovák szuverenítás megtestesítőjeként a Nemzeti Bizottságot említette, az államformát azonban még nem határozta meg, csupán leszögezte, hogy arról később döntenek. A törvény értelmében az új állam recipiálta, átvette a magyar, illetve osztrák jogrendet, így még évtizedekig jogi és közigazdasági dualizmus alakult ki az országban. Az első törvény továbbá a Nemzeti Bizottság irányítása alá vont minden önkormányzati, állami, megyei, járási, községi hivatalt és intézményt, és elrendelte, hogy ezeknek a recipiált törvények szerint kell intézniük a hivatalos ügyeket.
1918. november 14-én a Nemzeti Bizottságból megalakították az Forradalmi Nemzetgyűlést (csehül: Revoluční národní shromáždění, szlovákul: Revolučné národné zhromaždenie), amely még aznap átadta a végrehajtó hatalmat a Karol Kramář vezette első csehszlovák kormánynak.